# ویکی‌پدیای قرقیزی
ویکی‌پدیای قرقیزی نسخه زبان قرقیزی وب‌گاه ویکی‌پدیا است.
زبان قرقیزی تا ۴ ژوئن ۲۰۱۲ با بیش از ۶٬۸۰۰ مقاله در رده صدوسی ویکی‌پدیاها قرار گرفته‌است.